# Kanton Revigny-sur-Ornain
Der  Kanton Revigny-sur-Ornain ist seit 1790 ein französischer Wahlkreis im Arrondissement Bar-le-Duc, im Département Meuse und in der Region Grand Est. Hauptort des Kantons ist die Gemeinde Revigny-sur-Ornain.

## Geschichte
Der Kanton entstand 1790. Bis 2015 gehörten 15 Gemeinden zum Kanton Revigny-sur-Ornain. Mit der Neuordnung der Kantone in Frankreich stieg die Zahl der Gemeinden 2015 auf 28. Zu den bisherigen 15 Gemeinden kamen alle 12 Gemeinden des bisherigen Kantons Vaubecourt und die Gemeinde Robert-Espagne aus dem bisherigen Kanton Bar-le-Duc-Sud hinzu.

## Gemeinden
Der Kanton besteht aus 28 Gemeinden mit insgesamt 10.854 Einwohnern (Stand: 1. Januar 2022) auf einer Gesamtfläche von 410,57 km²:
| Gemeinde                  | Einwohner 1. Januar 2022 | Fläche km² | Dichte Einw./km² | Code INSEE | Postleitzahl |
| ------------------------- | ------------------------ | ---------- | ---------------- | ---------- | ------------ |
| Andernay                  | 243                      | 4,32       | 56               | 55011      | 55800        |
| Beurey-sur-Saulx          | 418                      | 11,62      | 36               | 55049      | 55000        |
| Brabant-le-Roi            | 222                      | 11,08      | 20               | 55069      | 55800        |
| Chaumont-sur-Aire         | 120                      | 9,92       | 12               | 55108      | 55260        |
| Contrisson                | 773                      | 11,82      | 65               | 55125      | 55800        |
| Courcelles-sur-Aire       | 42                       | 11,93      | 4                | 55128      | 55260        |
| Couvonges                 | 153                      | 4,56       | 34               | 55134      | 55800        |
| Érize-la-Petite           | 43                       | 7,18       | 6                | 55177      | 55260        |
| Laheycourt                | 354                      | 18,00      | 20               | 55271      | 55800        |
| Laimont                   | 426                      | 10,77      | 40               | 55272      | 55800        |
| Les Hauts-de-Chée         | 702                      | 50,17      | 14               | 55123      | 55000        |
| Lisle-en-Barrois          | 28                       | 28,94      | 1                | 55295      | 55250        |
| Louppy-le-Château         | 163                      | 18,76      | 9                | 55304      | 55800        |
| Mognéville                | 359                      | 18,57      | 19               | 55340      | 55800        |
| Nettancourt               | 242                      | 11,45      | 21               | 55378      | 55800        |
| Neuville-sur-Ornain       | 366                      | 11,66      | 31               | 55382      | 55800        |
| Noyers-Auzécourt          | 274                      | 17,22      | 16               | 55388      | 55800        |
| Rancourt-sur-Ornain       | 180                      | 9,99       | 18               | 55414      | 55800        |
| Rembercourt-Sommaisne     | 311                      | 22,32      | 14               | 55423      | 55250        |
| Remennecourt              | 45                       | 2,74       | 16               | 55424      | 55800        |
| Revigny-sur-Ornain        | 2.600                    | 19,32      | 135              | 55427      | 55800        |
| Robert-Espagne            | 758                      | 7,33       | 103              | 55435      | 55000        |
| Sommeilles                | 181                      | 18,81      | 10               | 55493      | 55800        |
| Val-d’Ornain              | 971                      | 24,16      | 40               | 55366      | 55000        |
| Vassincourt               | 276                      | 7,94       | 35               | 55531      | 55800        |
| Vaubecourt                | 314                      | 22,62      | 14               | 55532      | 55250        |
| Villotte-devant-Louppy    | 163                      | 11,23      | 15               | 55569      | 55250        |
| Villers-aux-Vents         | 127                      | 6,14       | 21               | 55560      | 55800        |
| Kanton Revigny-sur-Ornain | 10.854                   | 410,57     | 26               | 5512       | –            |

Bis zur landesweiten Neuordnung der französischen Kantone im März 2015 gehörten zum Kanton Revigny-sur-Ornain die 15 Gemeinden Andernay, Beurey-sur-Saulx, Brabant-le-Roi, Contrisson, Couvonges, Laimont,  Mognéville, Nettancourt, Neuville-sur-Ornain, Rancourt-sur-Ornain, Remennecourt, Revigny-sur-Ornain (Hauptort), Val-d’Ornain, Vassincourt und Villers-aux-Vents. Sein Zuschnitt entsprach einer Fläche von 154,52 km2. Er besaß vor 2015 einen anderen INSEE-Code als heute, nämlich 5516.

## Bevölkerungsentwicklung
| 1962 | 1968 | 1975 | 1982 | 1990 | 1999 | 2006 | 2012 |
| ---- | ---- | ---- | ---- | ---- | ---- | ---- | ---- |
| 7949 | 8129 | 8344 | 8920 | 8492 | 8434 | 8183 | 7918 |

## Politik
Im 1. Wahlgang am 22. März 2015 erreichte keines der vier Wahlpaare die absolute Mehrheit. Bei der Stichwahl am 29. März 2015 gewann das Gespann Pierre Burgain/Isabelle Jochymski (beide PS) gegen Christian Renould/Nadia Vaury (beide FN) und Christophe Antoine/Régine Claquin-Gaire (beide DVD) mit einem Stimmenanteil von 40,63 % (Wahlbeteiligung:55,89 %).
Seit 1945 hatte der Kanton folgende Abgeordnete im Rat des Départements:
| Vertreter im conseil général des Départements | Vertreter im conseil général des Départements | Vertreter im conseil général des Départements |
| Amtszeit                                      | Name                                          | Partei                                        |
| --------------------------------------------- | --------------------------------------------- | --------------------------------------------- |
| 1945–1966                                     | Fernand Nanty                                 | DVD, danach UNR                               |
| 1966–1970                                     | Louis Boyer                                   | DVD                                           |
| 1970–1988                                     | Pierre Didon                                  | DVD                                           |
| 1988–1994                                     | Claude Roy                                    | UDF                                           |
| 1994–2000                                     | Alain Clément                                 | PS                                            |
| 2000–2008                                     | Pierre Parisse                                | UDF, danach UMP                               |
| 2008–2015                                     | Pierre Burgain                                | PS                                            |
| 2015–                                         | Pierre Burgain Isabelle Jochymski             | PS                                            |